# Agawa chisonska
Agawa chisonska (Agave ×glomeruliflora) – gatunek rośliny z rodziny agawowatych (Agavaceae). Pochodzi środkowo-wschodniego i północnego Meksyku. Ogólnym pokrojem przypomina inne agawy. Działanie i zastosowanie lecznicze ma takie samo jak agawa amerykańska, tyle że nieco słabsze.